# 公子廖
公子廖（？—？），姜姓，名廖，中国春秋时期齐国的公子，是齊前莊公姜購的儿子。

## 生平
齊前莊公在位64年，他将儿子公子廖封到隰阴为大夫，后裔以隰为氏。公子廖之子戴仲，戴仲之子隰朋。隰朋和管仲、鲍叔牙辅佐齐桓公（齊前莊公之孙，齐僖公之子）称霸，为一代名臣。隰朋的曾孙有隰鉏，隰鉏的儿子隰党。